# Mr. Bean's Holiday
Mr. Bean's Holiday (literalment, Les vacances de Mr Bean) és una pel·lícula del 2007 de comèdia britànica, protagonitzada per Rowan Atkinson com Mr Bean. Va ser llançat en el Regne Unit. És la segona pel·lícula basada en la sèrie televisiva Mr.Bean.

## Argument
Mr Bean guanya un viatge a Cannes amb escala a París en un concurs d'una església.
A París, li diu a un taxi que el porti a l'estació de tren, però aquest es va i agafa un que ja tenia instruccions d'anar a La Défense, de manera que en arribar, veu un plànol de la ciutat, notant que està l'altre costat de París i amb una brúixola es dirigeix cap allà, travessant un restaurant i provocant que un cambrer trenqui un plat, travessant l'avinguda Champs-Elysees enmig dels carrils, i interposant-se en unes fotografies preses el director de cinema Carson Clay (Willem Dafoe).
Quan arriba a l'estació del tren, està filmant amb la seva càmera de vídeo, i li demana a un home (que després resulta ser un director de cinema rus Emil Duchevsky, jurat per al festival de Cannes, interpretat per Karel Roden) que el gravi saludant, després de moltes preses, Bean es fica al vagó però en això es tanca i arrenca, deixant el director fora i al seu fill Stephan (Max Baldry). Duchevsky arriba a dir-li a Stephan que es baixi a la següent estació, sentint-se culpable pel que ha passat, Bean tracta de fer canviar d'humor al noi fent ganyotes, però només aconsegueix ser colpejat pel noi. En la següent estació, com l'havia proposat el pare del nen, aquest es baixa. Mr Bean que sent afecte pel que vigila des de dins del tren. En aquest moment un ebri se li acosta al nen, provocant l'enuig de Bean, que es baixa del tren i el fa fora. Assegurada la protecció del nen, torna a pujar però descobreix que el nen té la càmera seva, que havia guanyat juntament amb el viatge. Surt precipitadament del tren i es tanca la porta del tren. Intenta tornar al tren però les portes no s'obren, quedant la maleta d'aquest endins. Bean es queda amb el nen, i s'asseu en un seient a prop, enutjat amb el nen, per haver-li robat la seva càmera, però el nen se li acosta i la hi passa. Després apareix el pare del nen, que està al tren, i com se n'anava, li va donar un número de telèfon que Bean arribo a gravar, però amb el seu dit va tapar el darrer número. (A causa d'això, Bean intenta del 01 al 99) Així van començar els problemes per Bean els quals no van trigar a empitjorar al llarg de la pel·lícula.

## Personatges
- Rowan Atkinson com a Mr. Bean
- Steve Pemberton as Vicar
- Lily Atkinson com Lily a la ràdio
- Preston Nyman com Boy amb el tren
- Sharlit Deyzac com a assistent de Buffet
- Francois Touch com a acordió Busker
- Emma de Caunes com a Sabine
- Arsène Mosca vom a Controlador de trànsit
- Stéphane Debac com a Controlador de trànsit
- Willem Dafoe com a Carson Clay
- Philippe Spall com a jurista francès t
- Jean Rochefort com a cambrer en el restaurant Le Train Bleu
- Karel Roden com a Emil Dachevsky
- Max Baldry com a Stepan Dachevsky
- Pascal Jounier com a Tipsy man
- Antoine de Caunes com a presentador de televisió